# Rijksgraafschap Kerpen en Lommersum

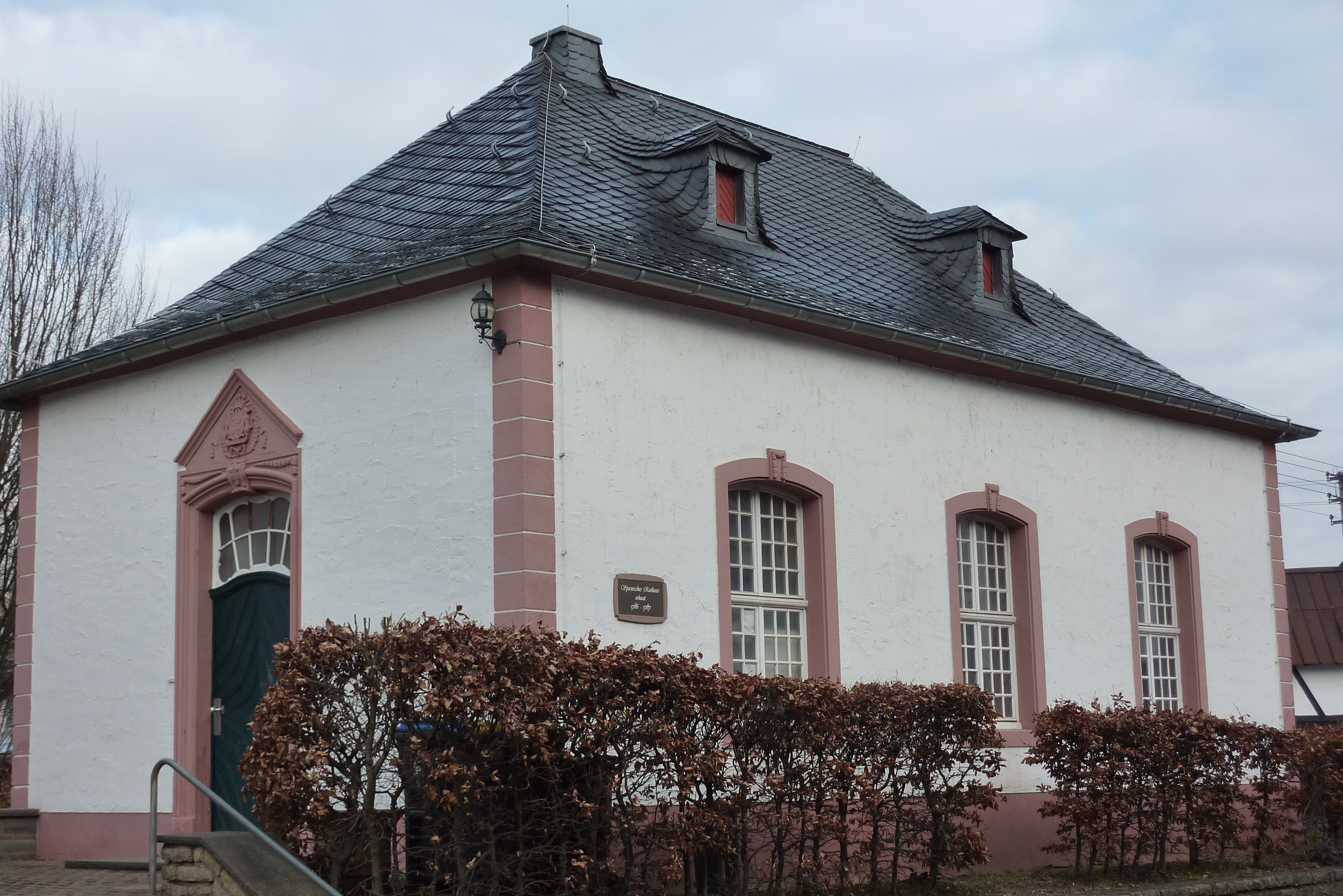
Het "Spaans raadhuis" in Lommersum

Kerpen en Lommersum was een tot de Nederrijns-Westfaalse Kreits behorend rijksgraafschap binnen het Heilige Roomse Rijk.
Kerpen , met het aangrenzende dorp Mödrath, werd in 871 door keizer Lodewijk de Duitser aan het klooster Prüm geschonken. De aanwezige rijksburcht werd 1122 door de aartsbisschop van Keulen verwoest. In 1282 kwam de heerlijkheid Kerpen, doordat  hertog Jan I van Brabant het van een plaatselijke heer uit het geslacht Von Gymnich kocht,  aan het hertogdom Brabant. In 1288 viel ook de heerlijkheid Lommersum in de Limburgse Successieoorlog toe aan Brabant. Kerpen en Lommersum werden evenals het hertogdom Limburg en het graafschap Valkenburg gerekend tot de Landen van Overmaze. Met Brabant volgden Kerpen en Lommersum de geschiedenis van de (zuidelijke) Nederlanden. De exclaves van Brabant werden meerdere malen verpand aan de hertogen van Gulik, de keurvorsten van Keulen (1655) en de graven van Nassau. Tijdens de Spaanse Successieoorlog werden Kerpen en Lommersum in 1704 door Johan Willem van de Palts (tevens hertog van Gulik) veroverd. Keizer Karel VI, tevens hertog van Brabant, stond Kerpen en Lommersum in 1710 af aan de keurvorst van de Palts die ze aan zijn minister graaf Johan Frederik van Schaesberg schonk.
Op 11 februari 1712 verhief keizer Karel VI de verenigde heerlijkheden Kerpen en Lommersum tot rijksgraafschap. Daardoor verwierven de graven van Schaesberg een zetel op de Westfaalse gravenbank van de Rijksdag. Later verklaarde de raad van Brabant te Brussel de hele gang van zaken illegaal, wat tot een lange rechtsstrijd leidde. In 1739 werd het graafschap door Beierse troepen bezet, maar dit loste de problemen niet op. Pas in 1786 werd de twist bijgelegd. De keizer bevestigde in zijn hoedanigheid van hertog van Brabant de belening. Inmiddels ging de twist met de bevolking over de belastingheffing door tot het einde van het rijksgraafschap.

Oostenrijkse Nederlanden in 1789. Uiterst rechts op de kaart zijn twee kleine gele vlekken te zien. Dit zijn Kerpen en Lommersum.

In 1795 werd het rijksgraafschap door Frankrijk bezet en ingelijfd. In paragraaf 24 van de Reichsdeputationshauptschluss van 25 februari 1803 worden de graven voor het verlies van Kerpen-Lommersum schadeloos gesteld door het Ambt Tannheim (met uitzondering van het dorp Winterrieden), dat dan toe behoorde tot het gebied van de abdij Ochsenhausen. Lang hebben de graven geen plezier gehad van hun nieuwe rijksgraafschap Schaesberg-Tannheim, want in artikel 24 van de Rijnbondakte van 12 juli 1806 krijgt het nieuwe koninkrijk Württemberg de soevereiniteit over de heerlijkheid Tannheim, de mediatisering.
Het voormalige rijksgraafschap werd door het Congres van Wenen in 1815 bij Pruisen gevoegd.

## Regenten
| regering  | naam                  | geboren    | overleden | familie |
| --------- | --------------------- | ---------- | --------- | ------- |
| 1706-1723 | Johan Frederik        | 1663       | 18-8-1723 |         |
| 1723-1768 | Johan Willem          | 22-11-1696 | 5-11-1768 | zoon    |
| 1768-1795 | August Frederik Anton | 24-10-1730 | 9-2-1803  | zoon    |